# Salto Mortale (film en allemand, 1931)
Pour plus de détails, voir Fiche technique et Distribution.
Salto Mortale est un film allemand réalisé par Ewald André Dupont sorti en 1931.
L'adaptation du roman du même nom d'Alfred Machard est dans le même temps l'objet d'une production franco-allemande, en français, avec le même titre, le même réalisateur et sortie la même année.

## Synopsis
Jim et Robby sont assez apathiques en tant que gardiens de lion au cirque Central. Leur vie monotone change soudainement le jour où la jeune artiste blonde Marina, une cavalière d'art russe, rejoint le cirque en difficulté financière. Les choses changent lorsque l'acrobate Grimby veut présenter un nouveau numéro, la « balançoire de la mort », au centre duquel se trouve le saut périlleux. Deux artistes sont requis pour ce numéro. Marina est fascinée et veut être là. Trouver un deuxième artiste s'avère beaucoup plus difficile. Ce n'est qu'après quelques va-et-vient que Jim se montre prêt à étudier le numéro avec Marina. Grimby explique : les deux artistes se balancent dans une roue, la balançoire de la mort, d'avant en arrière dans les airs. À un certain moment, la roue se libère de la fortification et vole à travers l'arène à travers la tente de cirque. Au point culminant vient le moment où les deux artistes doivent voler librement dans les airs et saisir un trapèze suspendu pour se sauver et se balancer d'avant en arrière sous le dôme du cirque. Après le premier essai réussi, Marina et Jim décident désormais de faire ce numéro ensemble. Le travail de Robby dans ce numéro consistera à appuyer sur l'interrupteur pour désengager la roue pivotante au bon moment.
Un jour, il y a un grave accident, dans lequel Jim est grièvement blessé. Dès lors, il ne sera plus opérationnel. Par pitié, Marina accepte de l'épouser. Jim essaie de persuader Robby de faire le saut périlleux avec Marina au lieu de lui alors qu'il veut utiliser le mécanisme de déclenchement pour déconnecter la roue. Mais Robby reste réticent, d'autant plus qu'il craint de tomber amoureux de Marina et, par conséquent, de se retrouver dans un grave conflit de conscience. En fait, Marina tombe amoureuse de Robby. Elle essaie également d'empêcher quiconque de le savoir, car les deux craignent que Jim puisse trouver quelque chose pour se venger des deux. Robby ne supporte plus cette discrétion et cherche à parler avec Jim. Contrairement aux attentes, Jim n'a aucune idée de la liaison, Robby doit maintenant craindre Jim profondément blessé. Cela se passe comme on le craignait : un jour, Jim commute délibérément l'interrupteur trop tard, faisant tomber Robby et Marina. Alors que Robby parvient toujours à saisir le trapèze, Marina peut s'accrocher à un drapeau. Robby parvient alors à sauver Marina. Jim se rend compte qu'il a perdu Marina et revient tristement à son ancien travail de gardien de lion.

## Fiche technique
- Titre : Salto Mortale
- Réalisation : Ewald André Dupont assisté de Nino Ottavi
- Scénario : Rudolph Katscher, Egon Eis, Carl Zuckmayer (dialogues)
- Musique : Paul Dessau, Artur Guttmann et Walter Jurmann (chansons)
- Direction artistique : Alfred Junge, Fritz Maurischat
- Costumes : Joe Strassner
- Photographie : Friedl Behn-Grund, Akos Farkas
- Son : Walter Rühland
- Montage : Wolfgang Loë-Bagier (de), Max Brenner
- Production : Israel Rosenfeld
- Sociétés de production : Harmonie-Film GmbH
- Société de distribution : Süd-Film
- Pays d'origine : Allemagne  République de Weimar
- Langue : allemand
- Format : Noir et blanc - 1,20:1 - Mono - 35 mm
- Genre : Drame
- Durée : 95 minutes
- Dates de sortie :
  - Allemagne  République de Weimar : 14 août 1931.
  -  Empire du Japon : 25 août 1931.
  -  Finlande : 11 septembre 1931.
  -  Suède : 8 octobre 1931.
  -  France : 21 octobre 1932[1].

## Distribution
- Anna Sten : Marina
- Adolf Wohlbrück : Robby
- Reinhold Bernt (de) : Jim
- Kurt Gerron : Grimby
- Otto Wallburg : L'attaché de presse
- Grethe Weiser : L'amie de Robby

## Source de la traduction
- (de) Cet article est partiellement ou en totalité issu de l’article de Wikipédia en allemand intitulé « Salto Mortale (1931) » (voir la liste des auteurs).